# 모노플로
모노플로는 대한민국의 음악 그룹이다. 2018년 싱글 《밤》으로 데뷔했다.

## 방송
- 아시안탑밴드 (2020) - 한국 대표 선발전 Top16

## 음반
- 밤 (2018)
- 제 5회 인천평화창작가요제 (2019)
- 그대로 (2019)
- 위로 (2021)